# Asparagus duchesnei
Asparagus duchesnei är en sparrisväxtart som beskrevs av Lucien Linden. Asparagus duchesnei ingår i släktet sparrisar, och familjen sparrisväxter.
Artens utbredningsområde är Kongo-Kinshasa. Inga underarter finns listade i Catalogue of Life.